# Holaptilon pusillulum
Holaptilon pusillulum är en bönsyrseart som beskrevs av Max Beier 1964. Holaptilon pusillulum ingår i släktet Holaptilon och familjen Mantidae. Inga underarter finns listade i Catalogue of Life.